# Tonnenabschlagen

Tonnenabschlagen in Ahrenshoop, 2006

Tonnenabschlagen ist ein traditionelles Volksfest, das im Sommer hauptsächlich auf dem Fischland und dem Darß und der südlichen Boddenküste im Bereich Barth, aber auch in anderen Orten im Landesteil Vorpommern des Bundeslandes Mecklenburg-Vorpommern sowie in Teilen Dänemarks gefeiert wird. Das Tonnenabschlagen gehört zu den ältesten Volksfesten in Vorpommern und wird nachweislich mindestens seit 1774 durchgeführt. Seit 2016 steht das Tonnenabschlagen im Bundesweiten Verzeichnis des immateriellen Kulturerbes.
Es handelt sich dabei im Wesentlichen um einen Wettkampf zu Pferde, bei dem die Teilnehmer auf ein an einem Gerüst in etwa 3–4 m Höhe aufgehängtes Heringsfass einschlagen, bis es zerbricht. Sie reiten nacheinander im Galopp unter dem mit Eichenlaub geschmückten Fass durch und schlagen mit einem schweren Holzknüppel dagegen.

## Regeln
In der Vorbereitung des Festes wird zunächst ein Parcours errichtet, der aus der Reitbahn und aus je einem Auslauf an jedem Ende besteht. Im Zentrum der Reitbahn wird ein massives Holzgerüst errichtet, in dessen Mitte die mit Girlanden und Eichenlaub verzierte, frei schwebende Heringstonne aufgehängt wird. In solchen Holzfässern legten früher die Fischer die Salzheringe ein. Der meist aus etwa 25–30 Reitern bestehende Tross reitet nacheinander und in sicherem Abstand im Galopp durch die Bahn und schlägt dabei gegen die Tonne, die so Stück für Stück dezimiert wird. Derjenige, der mit seinem Schlag den Boden aus dem Fass entfernt, wird zum Bodenkönig. Wer zum Stäbenkönig gekürt werden möchte, muss das letzte Stück des „Bauches“ – also der Stäben (auch Dauben) – abschlagen. Wer schließlich den letzten Teil des Fasses, den übrig gebliebenen, verstärkten Deckel der Tonne, vom Haken herunterschlägt, wird zum Tonnenkönig. In einigen Orten gibt es noch die Möglichkeit, mit dem inoffiziellen Titel des Sandkönigs geschmückt zu werden. Dies ist allerdings ein weniger ehrenhafter Titel, bedeutet es doch, dass man als erster noch in der Bahn vom Pferd eben in den Sand gefallen ist und natürlich dabei unverletzt blieb. In einigen Orten – wie zum Beispiel in Ahrenshoop – wird traditionell zudem auf die Würde des Bodenkönigs verzichtet. Die Königswürden werden jeweils für den Zeitraum von einem Jahr verliehen.
Mancherorts wird das Tonnenabschlagen heute auch auf dem Fahrrad ausgeübt, und für Kinder gibt es vielfach während der Hauptveranstaltung ein gerne angenommenes Kindertonnenabschlagen zu Fuß, wobei die Kleinen kein echtes Fass abschlagen müssen, sondern nur kleinere, selbst gebastelte Exemplare.

Kindertonnenabschlagen, 2007

Der Wettkampf wird umrahmt von vielerlei volkstümlichen Aktivitäten, von Würstchen- und Bierbuden über Karussells bis hin zu Volksmusik- und Volkstanzdarbietungen. Dadurch hat sich das Tonnenabschlagen auch zu einem beliebten touristischen Ereignis entwickelt.

## Ablauf
Bereits am Morgen beginnt das alljährliche Volksfest mit dem sogenannten Ummarsch der Tonnenreiter durch den jeweiligen Ort. Hierbei werden auch die Würdenträger des letzten Jahres offiziell abgeholt. Traditionell spendiert der amtierende Stäbenkönig ein Frühstück für den Tross. Das Mittagessen wird standesgemäß vom aktuellen Tonnenkönig gereicht. Anschließend werden etwa gegen 12:30 Uhr die Pferde bestiegen, um etwa 2,5 Stunden durch den jeweiligen Ort zu reiten. Während des Umritts wird auch offiziell die Heringstonne als „Streitobjekt“ aufgenommen. Der Reitertross wird zudem angeführt von je einem Pferdewagen mit den Veteranen – also den älteren Mitgliedern und ehemaligen Reitern – und dem Musikorchester, das an dem Festtag das Geschehen musikalisch begleitet. Der sogenannte Ummarsch und der Umritt dienen außerdem dazu, für das Fest Werbung im Ort zu machen und noch unentschlossene Passanten anzulocken. Das eigentliche Tonnenabschlagen beginnt meist gegen 15:00 Uhr, aber mancherorts auch bereits gegen 14:30 Uhr (beispielsweise in Wustrow) nach dem Umritt mit dem Einreiten in den Parcours, dem Aufhängen der Tonne und einem „Kaltdurchgang“. Das bedeutet, dass die Reiter, ohne zu schlagen, einmal durchreiten, unter anderem auch, um ein Gefühl für die Höhe der Tonne zu bekommen. Am Ende eines jeden Tonnenabschlagens wird abends dann der sogenannte Tonnenball als eine Tanzveranstaltung gefeiert, die öffentlich ist und in dem auch die frisch gekürten Könige noch einmal geehrt werden.

## Geschichte
Das Tonnenabschlagen blickt auf eine jahrhundertelange Tradition zurück, wobei aber nichts Genaues bekannt ist.
Eine der Erklärungen ist, dass es während der Besetzung Vorpommerns durch die Schweden (1648–1815) eingeführt wurde. Demnach wäre es ein Symbol für das Ende der Herrschaft der Schweden, an die die Fischer bis dahin den Zehnten vom Fischfang abgeben mussten. Nach dem Ende der Besatzung sollen die Fischer aus Freude darüber Eichenfässer aufgehängt und mit massiven Knüppeln dagegen geschlagen haben. Diese Tradition hält sich noch bis zum heutigen Tage.
Dass dieser Volksbrauch auf die Beendigung der schwedischen Herrschaft im 19. Jahrhundert zurückzuführen ist, wurde jedoch durch geschichtliche Recherchen neueren Datums widerlegt. Bereits 1774 finden sich danach in Barther Protokollbüchern entsprechende schriftliche Dokumente. Es wird vermutet, dass dieser Brauch seit Ende des Dreißigjährigen Krieges hier ausgeübt wurde.
Eine andere mögliche Erklärung ist, dass man mit diesem Fest höfische Sitten nachahmte. Von den Turnierfestspielen waren die einfachen Leute natürlich ausgeschlossen, und so ahmte man diesen Wettkampf auf den Dörfern nach. In früheren Zeiten nahmen nur unverheiratete Männer des Dorfes an den Wettkämpfen teil.
Fest steht jedoch, dass diese Tradition alle gesellschaftlichen Veränderungen in den letzten Jahrhunderten überstanden hat und für die Gäste und die einheimische Bevölkerung eine Veranstaltung mit hohem Spaßfaktor ist.
Ähnlichkeiten hat dieser Brauch mit dem Ringstechen in Schleswig-Holstein. Alljährlicher Höhepunkt ist das seit 1927 stattfindende Bezirkstonnenabschlagen auf Fischland-Darß-Zingst, das abwechselnd in Wustrow, Ahrenshoop, Born, Wieck und Prerow veranstaltet wird. Hinzu kommt seit einigen Jahren zur Faschingszeit das Fastnachtstonnenabschlagen in Born auf dem Darß.
Das Fest wurde auch zu Zeiten der DDR ausgeübt, musste aber Ende der 1960er mangels Pferden vielerorts vorübergehend ausgesetzt werden. Im Ostseebad Ahrenshoop wurde es dann 1983 wieder aufgenommen, in anderen Orten (Ostseebad Wustrow) wurde der Brauch nie unterbrochen und fand auch während der gesamten DDR-Zeit statt.
Organisiert werden die eingetragenen Vereine der Orte jeweils im so genannten Tonnenbund (wie dem Tonnenbund Ahrenshoop, Alt- und Niehagen e. V.). Dessen Mitglieder werden Tonnenbrüder beziehungsweise -schwestern genannt.